# HSPA7
پروتئین ۷ گرماشوک ۷۰ کیلو دالتونی (انگلیسی: Heat shock 70kDa protein 7) یک پروتئین است که در انسان توسط ژن «HSPA7» کُدگذاری می‌شود. این پروتئین عضوی از Hsp70 و خانوادهٔ پروتئین‌های گرماشوک است.